# Чу Бо
Чу Бо (кит. упр. 储波, пиньинь Chǔ Bō, род. в окт. 1944 года), губернатор провинции Хунань (1998—2001), глава парткома автономного района Внутренняя Монголия (2001—2009), член ЦК КПК (2002—2012, кандидат с 1997 года).
Член КПК с октября 1969 года, член ЦК КПК 16-17 созывов (кандидат 15 созыва).
Депутат ВСНП 8—9, 11 созывов.

## Биография
По национальности хань.
Окончил факультет гидротехнического строительства Тяньцзиньского университета (1967).
В 1968-75 гг. на инженерной работе в НОАК.
С 1975 года работал на Юеянском химпром заводе, в 1982-84 гг. его замдиректора и зампарторга.
В 1984-86 гг. мэр, а в 1986-91 гг. глава Юеянского горкома КПК и в 1990-91 гг. одновременно и. о. мэра. В 1991-94 гг. вице-губернатор, в 1994—2001 гг. замглавы парткома и в 1998—2001 гг. губернатор провинции Хунань. С августа 2001 г. по 2009 г. глава парткома автономного района Внутренняя Монголия и по янв. 2010 г. пред. ПК СНП АР.
В 2009—2013 гг. замглавы финансово-экономической комиссии ВСНП.